# Libín
Libín település Csehországban, a České Budějovice-i járásban. Libín Štěpánovice, Jílovice, Třeboň, Domanín, Lišov, Mladošovice, Zvíkov és Ledenice településekkel határos. Lakosainak száma 433 fő (2024. január 1.).

## Népesség
A település lakosságának változását az alábbi diagram mutatja:
| Lakosok száma | 637  | 627  | 672  | 478  | 292  | 307  | 406  | 403  | 430  | 433  |
|               | 1869 | 1890 | 1921 | 1950 | 1980 | 2001 | 2017 | 2019 | 2022 | 2024 |